# Stalinův kult osobnosti

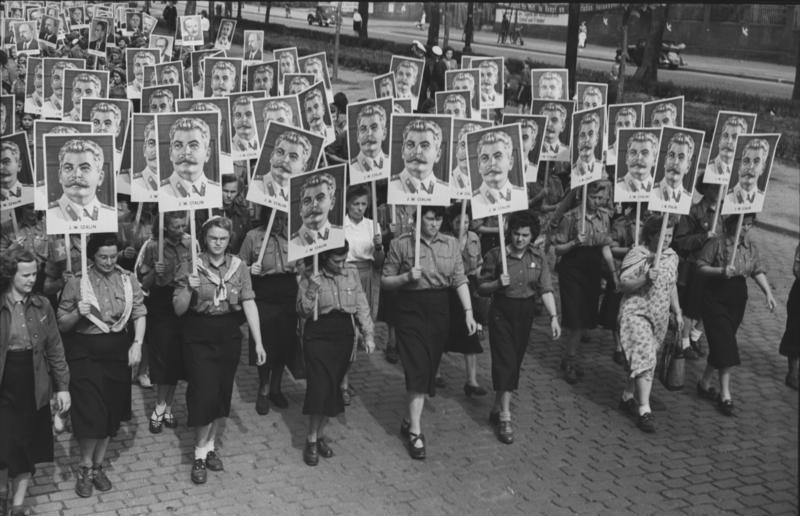
Průvod dívek se Stalinovými portréty, Východní Berlín 1951

Stalinův kult osobnosti je kult osobnosti vztahující se na osobu Josifa Vissarionoviče Stalina. Stal se významnou součástí sovětské kultury v prosinci 1929, při oslavě Stalinových 50. narozenin. Během Stalinovy vlády jej sovětský tisk prezentoval jako všemocného, vševědoucího vůdce a Stalinovo jméno a jeho obraz se staly všudypřítomnými.

## Stalinův obraz v propagandě a masových médiích
Sovětský tisk pracoval na vykreslení Stalina jako starostlivého otce, jehož dětmi je sovětský lid. Interakce mezi dětmi a Stalinem se stala klíčovým prvkem kultu osobnosti. Stalin tak byl často zobrazován se sovětskými dětmi z celé řady různých etnických skupin. Začátkem roku 1935 se objevily věty „Děkujeme ti, drahý soudruhu Staline, za šťastné dětství!“ nad dveřmi mateřských škol, dětských domovů a škol; kromě toho navíc děti zpívaly tento slogan na festivalech.
Obraz Stalina jako otce byl jedním ze způsobů, kterými sovětští propagandisté začlenili tradiční náboženské symboly a jazyk do kultu osobnosti: titul „otec“ teď v první řadě patřil ke Stalinovi jako protiklad k předešlému označení ruského pravoslavného kněze.

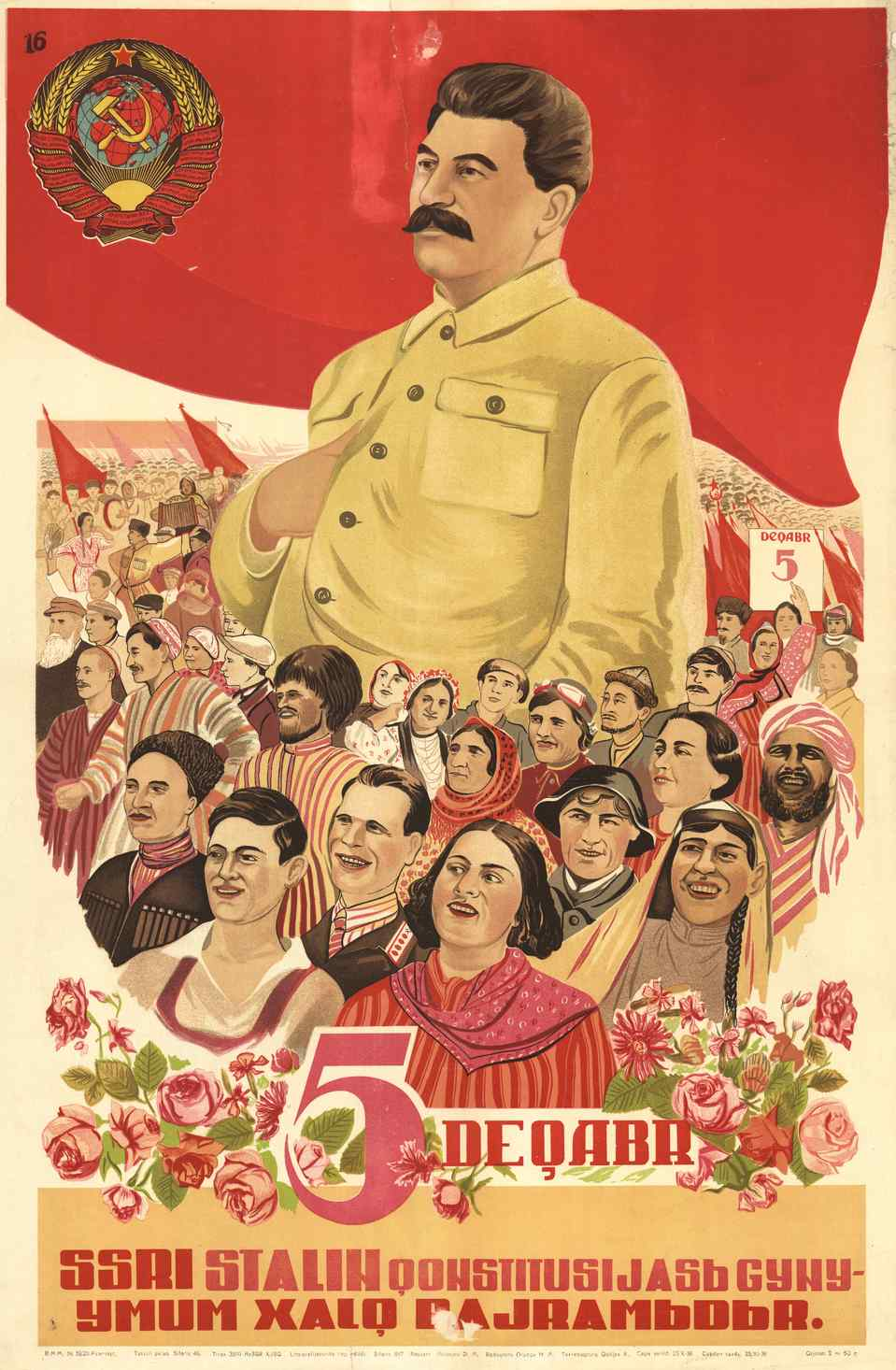
Plakát z Ázerbájdžánu z roku 1938

Zpočátku tisk poukazoval na přímou souvislost mezi Stalinem a obyčejnými lidmi, noviny často publikovaly texty například od pracovníků továren, které chválily vůdce. Dále se o něm publikovaly básně. Množství těchto zpráv však kleslo po druhé světové válce; Stalin se stáhl z veřejného života a tisk namísto toho začal zobrazovat dálkový styk (občan dostane telegram od Stalina, nebo vidí vůdce z dálky).[zdroj?]
Další významnou součástí obrazu Stalina v masových médiích byl jeho blízký vztah s Leninem. Sovětský tisk tvrdil, že Stalin byl Leninovým stálým společníkem, dokud byl Lenin ještě naživu, a že Stalin těsně následuje Leninovo učení a může tedy pokračovat v bolševickém dědictví po Leninově smrti. Stalin veřejně bránil Leninovu neomylnost.[zdroj?]

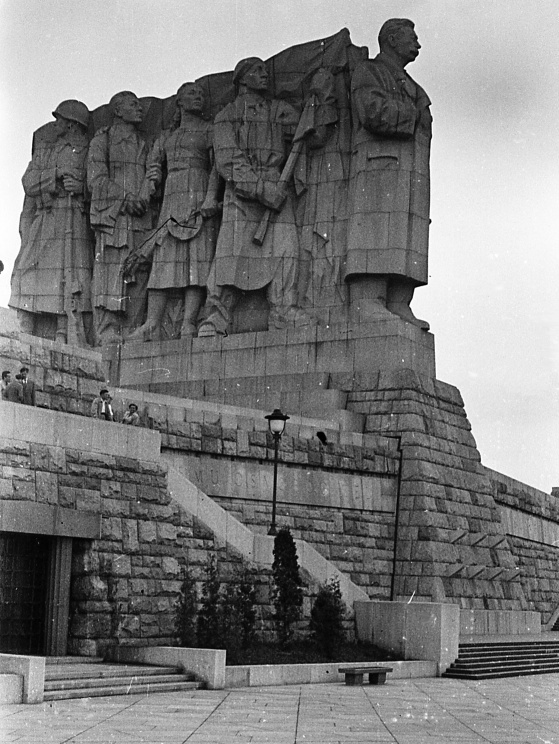
Stalinův pomník v Praze

Početné obrazy a sochy Stalina zdobily veřejná prostranství. Nástup kultu vedl také k mnohým přejmenováním měst a obcí po Stalinovi. Stalin dále získal několik vznešených titulů, jako například otec národů, brilantní génius lidstva, velký architekt komunismu, zahradník lidského štěstí a další.[zdroj?]

## Další ukázky oddanosti
Stalin se stal ohniskem literatury, poezie, hudby, výtvarného umění a filmu. Příkladem je A. V. Avidenko a jeho Chvalozpěv na Stalina:
| „                                      | Děkuji, Staline. Děkuji, protože jsem plný radosti. Děkuji, protože se mám dobře. Bez ohledu na to, jak dlouho budu žít, nikdy nezapomenu jak jsem potkal Stalina před dvěma dny. Století přejdou, ale každá generace bude považovat nás za nejšťastnější smrtelníky, za nejšťastnější muže, protože jsme šli ve století všech století, protože jsme měli čest vidět Stalina, našeho inspirujícího vůdce... Všechno patří tobě, vůdce naší velké země. A když žena, kterou miluji, porodí dítě, první slovo, které musí toto dítě povědět bude: Stalin... | “ |
| — Josif Vissarionovič Stalin, zkráceno | |   |

[zdroj?]

## Konec kultu a destalinizace
Roku 1956 v tajném projevu na XX. sjezdu KSSS Nikita Chruščov odsoudil Stalinův kult osobnosti a řekl: „Je nepřípustné a cizí duchu marxismu-leninismu povýšit, přeměnit jednu osobu na nadčlověka s nadpřirozenými vlastnostmi podobnými vlastnostem boha“.

## Galerie

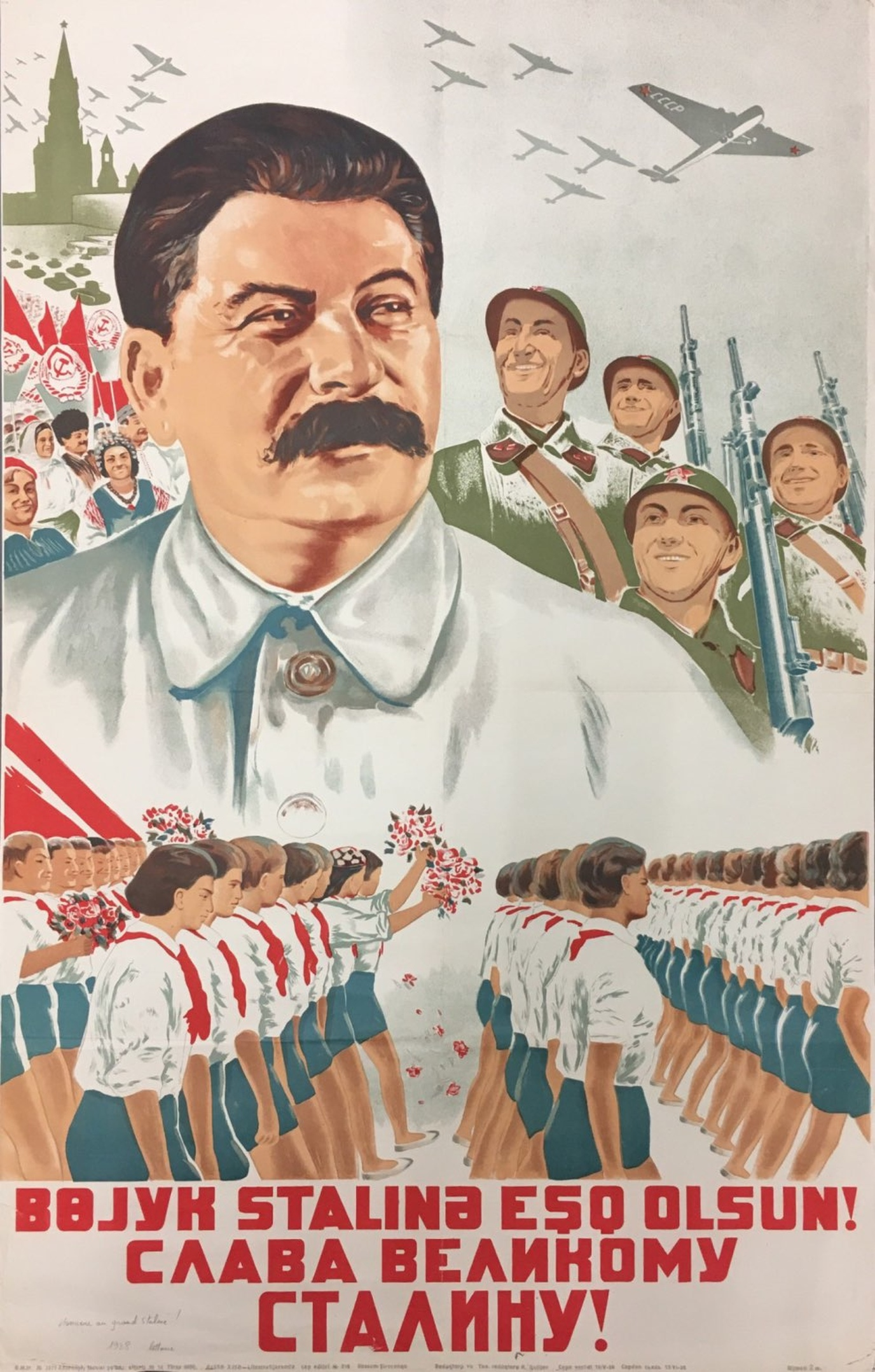
Sovětský plakát Sláva velkému Stalinovi! z roku 1938
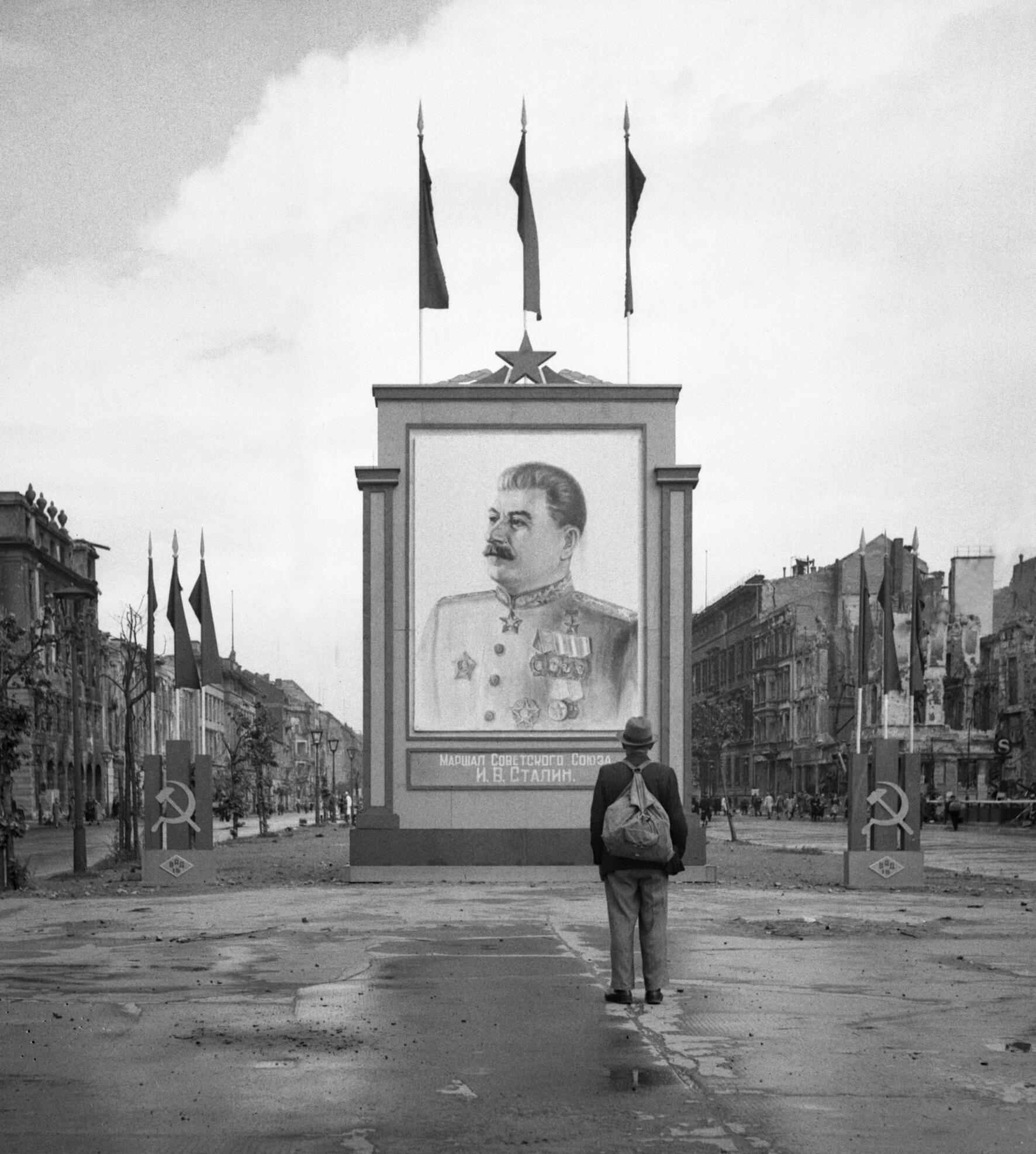
Plakát s portrétem Stalina na berlínské ulici Unter den Linden v roce 1945
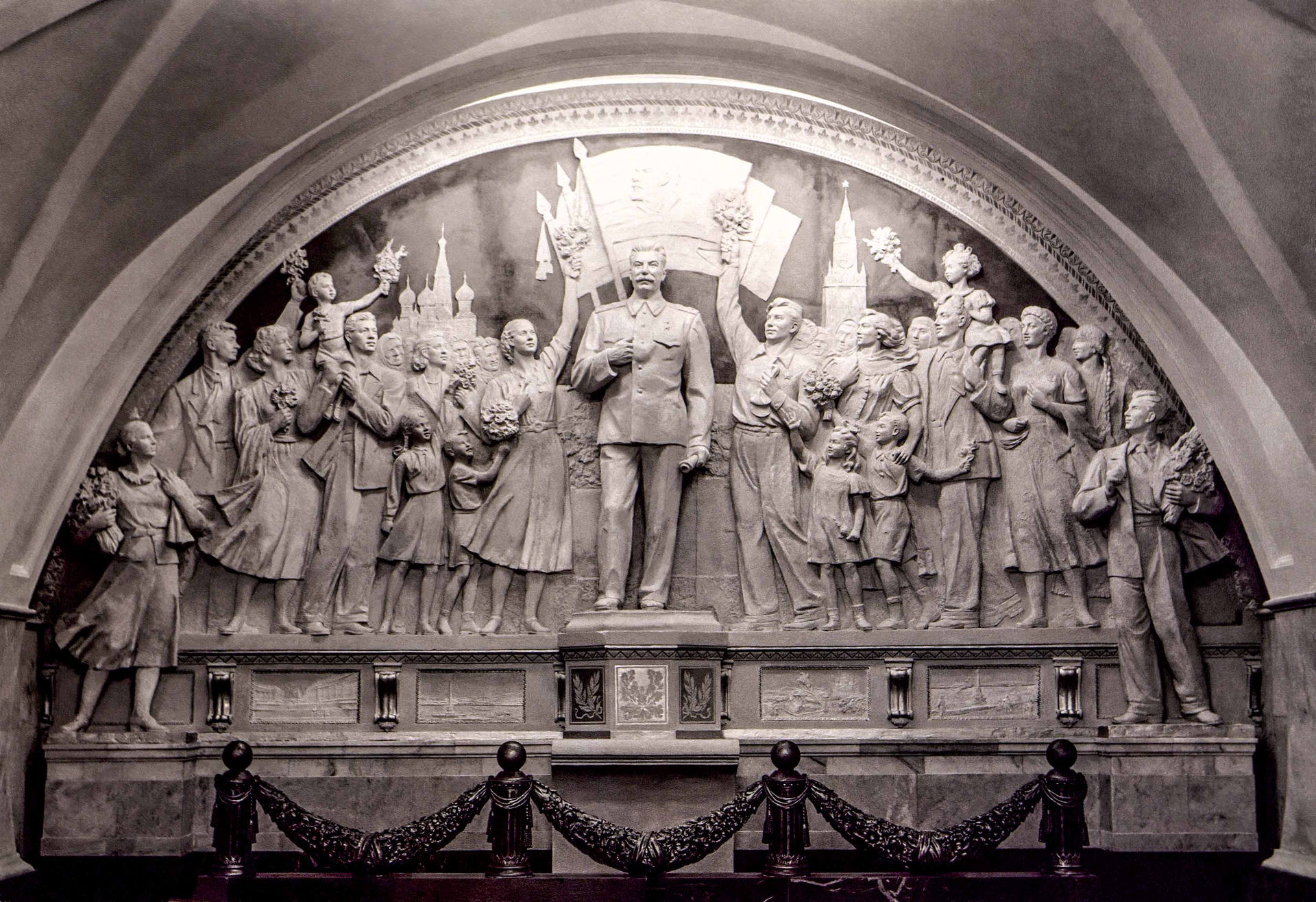
Bas-reliéf ve stanici moskevského metra Taganskaja v roce 1949
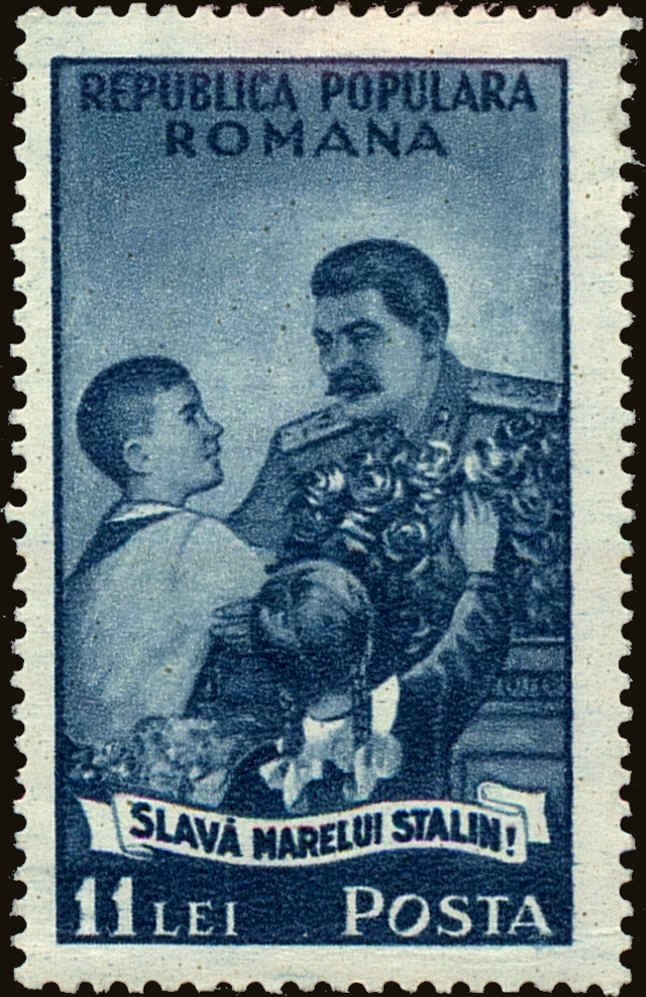
Rumunská známka zachycující Stalina s dětmi
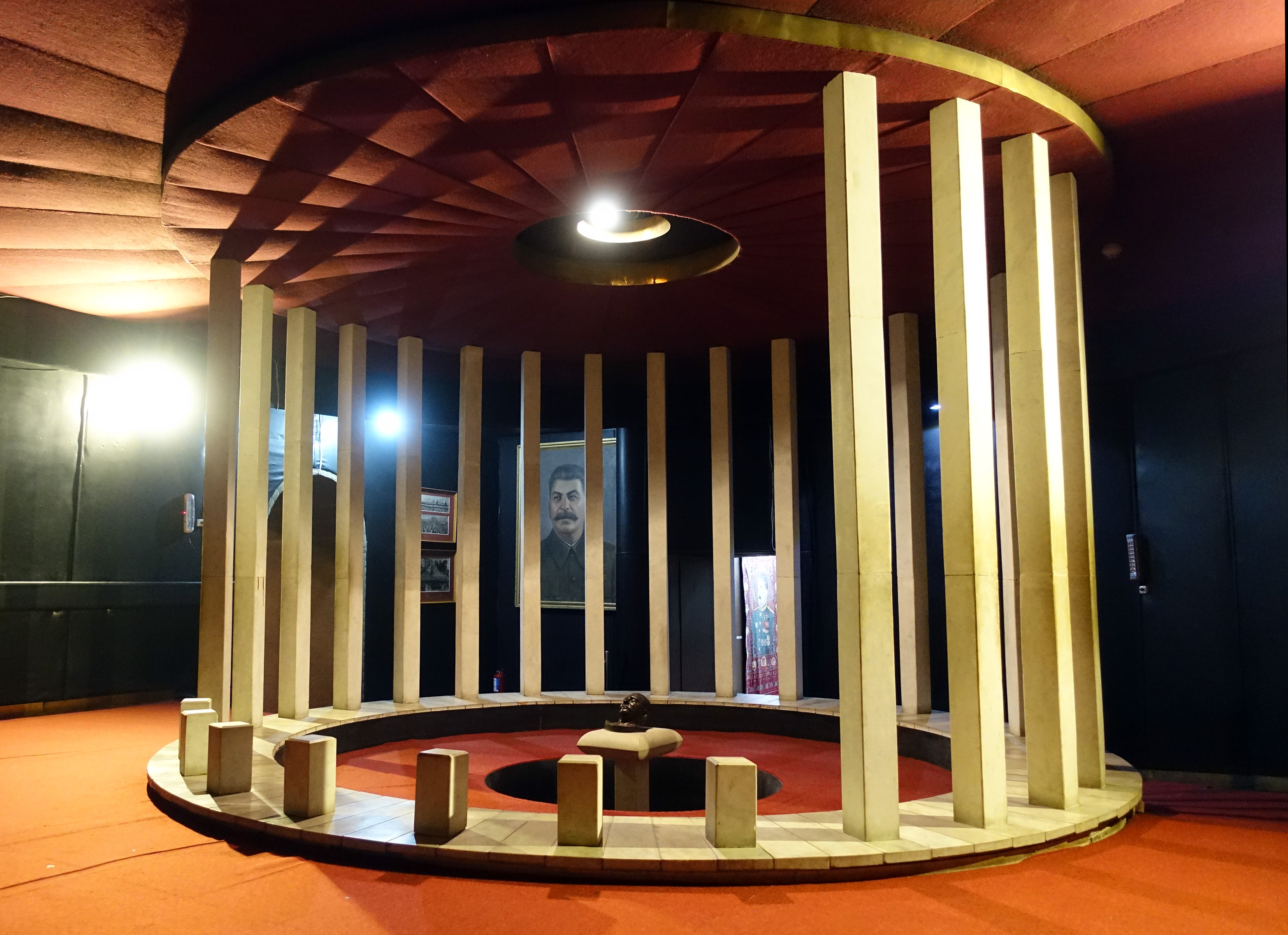
Stalinova posmrtná maska v jeho muzeu v gruzínském Gori